# Arthurson Ridge
Arthurson Ridge ist ein kurzer Gebirgskamm an der Oates-Küste des ostantarktischen Viktorialands. Er ragt als nördliche Verlängerung der Wilson Hills zwischen dem Cook Ridge und der Mündung des McLeod-Gletscher in die Davies Bay auf.
Luftaufnahmen entstanden bei der US-amerikanischen Operation Highjump (1946–1947). Erstmals besucht wurde die Formation luftunterstützt durch Teilnehmer der 1961 unternommenen Forschungsreise im Rahmen der Australian National Antarctic Research Expeditions unter der Leitung des australischen Polarforschers Phillip Law. Namensgeber ist John Arthurson (1909–2006), Hubschrauberpilot bei dieser Unternehmung.